# Étienne Pinault
Pour les articles homonymes, voir Pinault.
Étienne Pinault est un homme politique français né le 24 septembre 1870 à Rennes (Ille-et-Vilaine) et décédé le 14 avril 1942 à cette même ville.

## Biographie
Fils d'Eugène Pinault député puis sénateur-maire de Rennes, il est conseiller général du Canton de Montfort-sur-Meu lorsqu'il est élu député pour la première fois en 1906. Il ne se représente pas en 1910. Il fait partie lors des élections législatives de 1936 des quinze députés élus en Bretagne signataires d'un « programme du Front Breton », qui vise alors à créer un groupe parlementaire breton à l'Assemblée nationale, et à défendre des lois en faveur de la régionalisation des institutions ou en faveur de l'enseignement de la langue bretonne.
Devenu maire de Pacé, il redevient député de 1928 à 1940.

## Sources